# Церква святого Димитрія (Киданці)
Церква святого Димитрія в Киданцях — парафія і храм греко-католицької громади Збаразького деканату Тернопільсько-Зборівської архієпархії Української греко-католицької церкви в селі Киданці Тернопільського району Тернопільської области.

## Історія церкви
У селі є дві церкви святого Димитрія: дерев'яна, збудована в XVI столітті, яку привезли з Волині, і кам'яна, зведена у 1996 році. Гордістю старого храму є Євангеліє 1647 року, яке зараз зберігається в новій церкві. З XVIII століття і до 1946 року парафія належала до Української Греко-Католицької Церкви, а з 1946 по 1991 рік — до РПЦ. У 1991 році парафія була відновлена в лоні УГКЦ.
Місце і наріжний камінь під будівництво нового храму 12 липня 1991 року освятив о. Михайло Шкільний. За ініціативи Йосипа Гаца, Ярослава Малюти, Івана Горичуна та зусиллями парафіян розпочалося будівництво. Головними жертводавцями були: Богдан Бойко, Святослав Гурик, Ігор Яциковський, Богдан Бонк та Ігор Малюта.
Новозбудований храм освятив владика Михаїл Сабрига 8 листопада 1996 року в день храмового свята. Після призначення адміністратором парафії о. Василя Михайлишина в 1997 році, храм поштукатурили, розписали, а тернопільські художники Михайло Мацюх та Іван Кузик встановили іконостас. У 2013 році на подвір'ї церкви з'явилася капличка з фонтаном та фігурою Матері Божої, збудована за кошти жертводавців, зокрема Петра та Ольги Войтини, Ольги Радченко-Великої, Ольги Пономаренко та Марії Гурик. Проєкт розробив о. Олег Григорець.
При парафії діють: братство Матері Божої Неустанної Помочі, Марійська і Вівтарна дружини.

## Парохи
- о. Антін Городецький (перед 1832—1839), завідатель[1]
- о. Іван Зарицький (1839—1840), адміністратор
- о. Матей Корний (1840—1841), завід.
- о. Франц Твардієвич (1841—1842), адм.
- о. Антін Городецький (1842—1844), завід.
- о. Іван Цішецький (1844—1850), адм.
- о. Михайло Рущицький (1850—1851, адм.; 1851—1852, парох)
- о. Яків Малишевський (1852—1854, адм.; 1854—†1885, парох)
- о. Ґустав Дроздовський (1855—†1908)
- о. Теодор Пайкуш (1908—1913)
- о. Петро Кішик (1913—1914), адм.
- о. Василь Кузьма (1914—1918)
- о. Григорій Хамчук (1918—1946)
- о. Михайло Шкільний (1989—1996)
- декан о. Григорій Єднорович (1996—1997)
- о. Василь Михайлишин (1997—2003),
- декан о. Олег Григорець (з 17 липня 2003)